# 承霖
承霖（1864年—1903年），爱新觉罗氏，正藍旗人，清朝政治人物、同進士出身。
光緒二十年（1894年），参加光緒甲午科殿試，登進士三甲75名。同年五月，以主事分部学习。